# دهستان دلفارد
دهستان دلفارد نام دهستانی در بخش ساردوئیه شهرستان جیرفت، استان کرمان در ایران است. براساس سرشماری مرکز آمار ایران در سال ۱۳۸۵، جمعیت آن ۴۳۸۵ نفر (۹۵۵ خانوار) بوده‌است.